# La Forêt interdite
Pour les articles homonymes, voir Forêt interdite.
Pour plus de détails, voir Fiche technique et Distribution.
 La Forêt interdite  (titre original : Wind Across the Everglades ) est un film américain réalisé par Nicholas Ray, sorti en 1958.

## Synopsis
L'action se passe dans le Sud de la Floride tout à la fin du XIXe siècle. La ville de Miami vient tout juste de naître. 
Le nouveau garde-chasse de la région, Walt Murdock, est bien décidé à mettre un terme au massacre de certains oiseaux exotiques. Très rapidement il entre en conflit avec un groupe de braconniers menés par le redoutable Cottonmouth.

## Fiche technique
- Titre : La Forêt interdite
- Titre original : Wind Across the Everglades
- Réalisation : Nicholas Ray
- Scénario : Budd Schulberg
- Photographie : Joseph C. Brun
- Montage : Georges Klotz et Joseph Zigman
- Musique : Paul Sawtell et Bert Shefter
- Producteur : Stuart Schulberg
- Pays de production :  États-Unis
- Langue : Anglais
- Genre : Film dramatique
- Durée : 93 minutes
- Dates de sortie : 
  - États-Unis : 11 septembre 1958
  - France : 18 février 1959
- Affiche : Georges Kerfyser (France)

## Distribution
- Christopher Plummer (VF : Roger Rudel) : Walt Murdock
- Burl Ives (VF : Jean Clarieux) : Cottonmouth
- Chana Eden (VF : Nelly Benedetti) : Naomi
- Gypsy Rose Lee (VF : Lita Recio) : Mme Bradford
- Tony Galento (VF : Pierre Morin) : Beef
- Sammy Renick (VF : Henri Charrett) : Loser
- Pat Henning (VF : Serge Sauvion) : Sawdust
- Peter Falk (VF : Gérard Darrieu) : Writer
- Cory Osceola (VF : Robert Bazil) : Billy One-Arm
- Emmett Kelly (VF : Paul Villé) : Bigamy Bob
- MacKinlay Kantor (VF : Gérard Férat) : juge Harris
- Totch Brown (VF : Jacques Thébault) : One-Note
- George Voskovec (VF : Jean-Henri Chambois) : Aaron Nathanson
- Curt Conway (VF : Paul Villé) : Perfesser
- Sumner Williams : Windy
- Howard Smith : George Leggett
- Hank Simms (VF : Jacques Thébault) : le narrateur

## À noter
- Nicholas Ray s'étant fait évincer par la production peu de temps avant la fin du tournage, c'est le scénariste Budd Schulberg qui dirigea les scènes manquantes et supervisa le montage du film.
- L'essentiel du film a été tourné dans le parc national des Everglades.
- Peter Falk et Christopher Plummer y font leur première apparition au cinéma.
- En janvier 2009, le film La Forêt interdite a été projeté lors du Festival international du film de Fort Lauderdale. L'acteur Christopher Plummer y a reçu un prix récompensant l'ensemble de sa carrière.

## Citation
- Cottonmouth  : « Nous n'avons pas besoin de vos Dix commandements dans les Everglades, Mr. Murdock. Ici, le seul commandement qui tienne, c'est : Manger ou être mangé. »